# Иванов, Аполлон Алексеевич (актёр)
Аполлон Алексеевич Иванов (13 мая 1910, Москва — 20 июня 1959, Москва) — советский актёр театра и кино, заслуженный артист РСФСР (1955).

## Биография
Родился в Москве. В 1945—1959 актёр Центрального театра Советской армии. Лауреат сталинской премии II степени — за спектакль «Флаг адмирала» режиссёра А. П. Штейна. Похоронен на Ваганьковском кладбище (11 уч.).

## Фильмография
- Боевой киносборник «Лесные братья» (1942), главная роль Бати во второй новелле, «Смерть бати», последней работы в кино режиссёра Е. М. Шнейдера.